# توماس سیلورو
توماس سیلورو (انگلیسی: Thomas Silvero؛ زادهٔ ۱۹ مهٔ ۲۰۰۰) بازیکن فوتبال است.
از باشگاه‌هایی که در آن بازی کرده‌است می‌توان به باشگاه فوتبال نیولز اولد بویز اشاره کرد.